# Khỉ Aye-aye
Khỉ (vượn cáo) Aye-aye phát âm tiếng Việt như là khỉ (vượn cáo) ai-ai (danh pháp hai phần: Daubentonia madagascariensis) hay còn gọi là khỉ chỉ hầu là một loài vượn cáo có nguồn gốc từ quần đảo Madagascar. Chúng được ông Geoffroy miêu tả cấp chi năm 1795 và Gmelin miêu tả cấp loài năm 1788. Khỉ Aye-Aye cũng chỉ còn tìm thấy ở vùng rừng phía Đông Madagascar. Môi trường tự nhiên của chúng là rừng nhiệt đới hoặc rừng cây rụng lá. Chúng cũng thường được bắt gặp tại những khu vực rừng canh tác để kiếm ăn.
Loài này đang thuộc diện nguy cấp một phần bởi chúng luôn được cho là hiện thân và điềm báo của quỷ dữ mỗi khi xuất hiện tại các ngôi làng ở Madagascar và bị giết chết. Người ta tin rằng loài khỉ Aye Aye sẽ mang đến cái chết, chính vì thế khi gặp chúng phải bắt và đâm hỏng mắt của chúng. Năm 2013, loài khỉ này được bình chọn là một trong những động vật xấu xí nhất hành tinh. Hiện nay chỉ còn khoảng 80 loài sống trong môi trường hoang dã.

## Phát hiện
Năm 1780, nhà thám hiểm người Pháp là Geoffroy phát hiện ra khỉ Aye-Aye lần đầu tiên, ông ta còn tưởng đó chỉ là loài sóc và xếp chúng vào loài gặm nhấm. Mãi cho tới năm 1860, sau khi giải phẫu giám định, ông này mới xác định đó là một loài linh trưởng phát triển. Một số nhà khoa học cho rằng, chúng là một loài thuộc họ vượn cáo. Daubentonia được Étienne Geoffroy Saint-Hilaire theo tên tên thầy giáo mình, là nhà tự nhiên học người Pháp Louis-Jean-Marie Daubenton, năm 1795. Ban đầu Geoffroy sử dụng tên gốc Hy Lạp Scolecophagus ("[thú] ăn giun") để chỉ hành vi ăn uống của nó, nhưng rồi quyết định không đặt tên này vì lúc đó vẫn chưa chắc chắn về hành vi của chúng và có thể còn các loài liên quan chưa được phát hiện ra. Năm 1863, nhà động vật học người Anh John Edward Gray đặt ra tên họ Daubentoniidae.
Nhà tự nhiên học người Pháp Pierre Sonnerat là người đầu tiên dùng tên thông thường "aye-aye" năm 1782 khi ông mô tả và minh họa loài này, dù nó cũng được gọi là "long-fingered lemur" (vượn cáo ngón tay dài) bởi nhà tự nhiên học người Anh George Shaw năm 1800. Theo Sonnerat, cái tên "aye-aye" là một "cri d'exclamation & d'étonnement" (âm thanh của tiếng kêu và sự kinh ngạc). Tuy nhiên, nhà cổ nhân loại học người Mỹ Ian Tattersall ghi nhận vào năm 1982 rằng cái tên này làm liên tưởng đến từ "hai hai" hoặc "hay hay" trong tiếng Malagasy. Theo Dunkel et al. (2012), sự phổ biến của tên tiếng Malagasy này cho thấy "aye-aye" không thể do Sonnerat nghĩ ra. Một giả thuyết khác đề xuất bởi Simons và Meyers năm 2001 là rằng nó bắt nguồn từ "heh heh", trong tiếng Malagasy nghĩa là "tôi không biết". Nếu đúng, tên này nhiều khả năng do người Malagasy nói "heh heh" để tránh nhắc đến tên của sinh vật mà họ cho là huyền bí này.

## Phân loại
Do những đặc điểm hình thái, việc phân loại aye-aye từng có vấn đề không thống nhất lúc mới phát hiện. Bộ răng cửa mọc dài vĩnh viễn tương tự của động vật gậm nhấm, đã khiến những nhà tự nhiên học phân loại sai aye-aye như một loài thuộc bộ Gậm nhấm. Tuy nhiên, aye-aye cũng có nét tương tự các loài họ Mèo (hình dạng đầu, mắt, tai, và lỗ mũi).
Vị trí của aye-aye trong bộ Linh trưởng cũng không chắc chắn. Nó từng được xem là một thành viên của họ Indridae, một họ cơ sở của phân bộ Strepsirrhini. Năm 1931, Anthony và Coupin xếp aye-aye vào phân thứ bộ Chiromyiformes, một nhóm chị em với các loài Strepsirrhini khác. Colin Groves ủng họ phân loại này năm 2005 vì ông cho rằng aye-aye tạo nên một nhánh với các loài vượn cáo còn lại của Madagascar, nghiên cứu di truyền đã cho thấy Daubentoniidae là một nhóm cơ sở cho toàn Lemuriformes, và tất cả vượn cáo xuất phát từ một tổ tiên chung trôi dạt đến Madagascar vào khoảng Paleocene hay Eocene. Năm 2008, Russell Mittermeier, Colin Groves, và đồng nghiên cùng nhau phân loại và định nghĩa bộ Vượn cáo là một nhóm đơn ngành và có năm họ còn tồn tại đến nay, gồm cả Daubentoniidae. 

## Đặc điểm

### Mô tả
Chúng là một loài vượn cáo, bản địa Madagascar với hàm răng giống gặm nhấm có thể mọc dài ra suốt đời và ngón giữa dài một cách đặc biệt. Đây là loài linh trưởng sống về đêm lớn nhất thế giới, và đặc trưng bởi cách thức kiếm ăn riêng biệt; nó gõ vào một thân cây để tìm ấu trùng, rồi dùng răng cửa nghiêng để tạo một cái lỗ rồi dùng ngón giữa dài để kéo ấu trùng ra. Loài động vật duy nhất khác dùng cách này để kiếm mồi là Dactylopsila trivirgata (một loài thú có túi). Từ quan điểm sinh thái học, aye-aye đóng vai trò của chim gõ kiến, do nó có thể nhận biệt được sinh vật nằm bên trong gỗ. Aye-aye là loài duy nhất còn tồn tại của chi Daubentonia và họ Daubentoniidae. Nó hiện được xem là một loài bị đe dọa bởi IUCN. Loài thứ hai, Daubentonia robusta đã tuyệt chủng cách đây 1000 năm.
Chúng có kích thước khá nhỏ bé, chiều dài cơ thể chỉ vào khoảng 25–35 cm, khi trưởng thành kich thước lớn nhất là khoảng 1 m,nặng 2 kg (tối đa chừng 3 kg) và có một cái đuôi khá dài và lớn, có thẻ dài tương đương hoặc là dài hơn thân mình, nhìn từ xa trông chúng giống loài sóc. Lông trên cơ thể thường có màu nâu sẫm hoặc màu đen, cổ và mặt phủ lông trắng. Đôi tai lớn sẫm màu và vểnh ra phía trước. Mõm tương đối nhọn. Mắt tròn, lớn và trố. Đặc biệt, chúng có hàm răng với những răng cửa lớn và rất chắc khỏe, năm ngón tay thon nhỏ và rất dài (có thể đạt 10–12 cm). Các răng cửa của Aye Aye phát triển liên tục và được sử dụng để gặm vỏ cây hỗ trợ cho ngón tay để lấy thức ăn từ bên trong vỏ cây.
Loài khỉ này có những chiếc răng cửa to và chắc khoẻ của động vật gặm nhấm và một ngón giữa khá dài mà nó dùng để lấy thức ăn giống như chim gõ kiến. Chúng có đôi mắt to mở rộng đôi tai dơi lớn sẫm màu và vểnh ra phía trước và ngón tay dài đặc biệt có móng của ngón giữa rất dài, giúp chúng bám lên cành cây tìm thức ăn và bắt mồi. Những ngón tay dài ngoằn ngòe dị thường của chúng rất nhạy cảm, chúng sẽ gõ lên các thân cây và lắng nghe âm thanh dội lại và xác định chính xác được vị trí những con ấu trùng, sâu bọ đang ẩn nấp trong thân cây. Aye Aye có khả năng cảm nhận chuyển động của côn trùng ở độ sâu 3 đến 4m. Tuổi thọ của loài này trung bình là 10 năm tuổi.

### Đặc tính

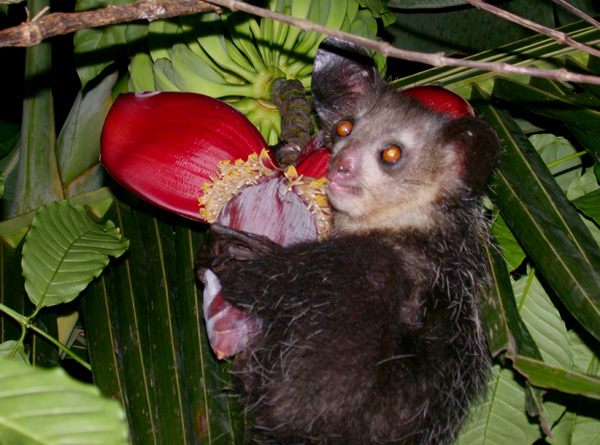

- Loài Aye Aye nằm trong cùng một nhánh với con người, khỉ và khỉ không đuôi.
- Chúng sống trong hốc cây.
- Chúng thích sống đơn độc, ít theo bầy đàn.
- Chúng không di chuyển bằng cách nhảy và bám cây như các loài linh trưởng khác, mà đi bộ dưới đất.
- Chúng dành thời gian ngủ cả ngày và hoạt động vào ban đêm.
- Chúng có đôi mắt to là lợi thế giúp chúng nhìn trong bóng đêm.
- Tất cả các ngón tay của chúng dài và mỏng trong khẳng khiu, nhưng ngón thứ ba đặc biệt dài hơn (ngón chỉ hầu).
- Chúng thường lắng nghe tiếng động để tìm các loại ấu trùng trong vỏ cây, và các nghiên cứu cho thấy rằng Aye Aye có khả năng cảm nhận chuyển động của côn trùng ở độ sâu 3, 4 m.
- Các răng cửa của Aye Aye phát triển liên tục và được sử dụng để gặm vỏ cây hỗ trợ cho ngón tay để lấy thức ăn từ bên trong vỏ cây.
- Ngoài các loài ấu trùng, côn trùng là thức ăn thường xuyên, chúng còn ăn trái cây, trứng và măng.
- Tuổi thọ của loài này trung bình là 10 năm tuổi.

### Tập tính

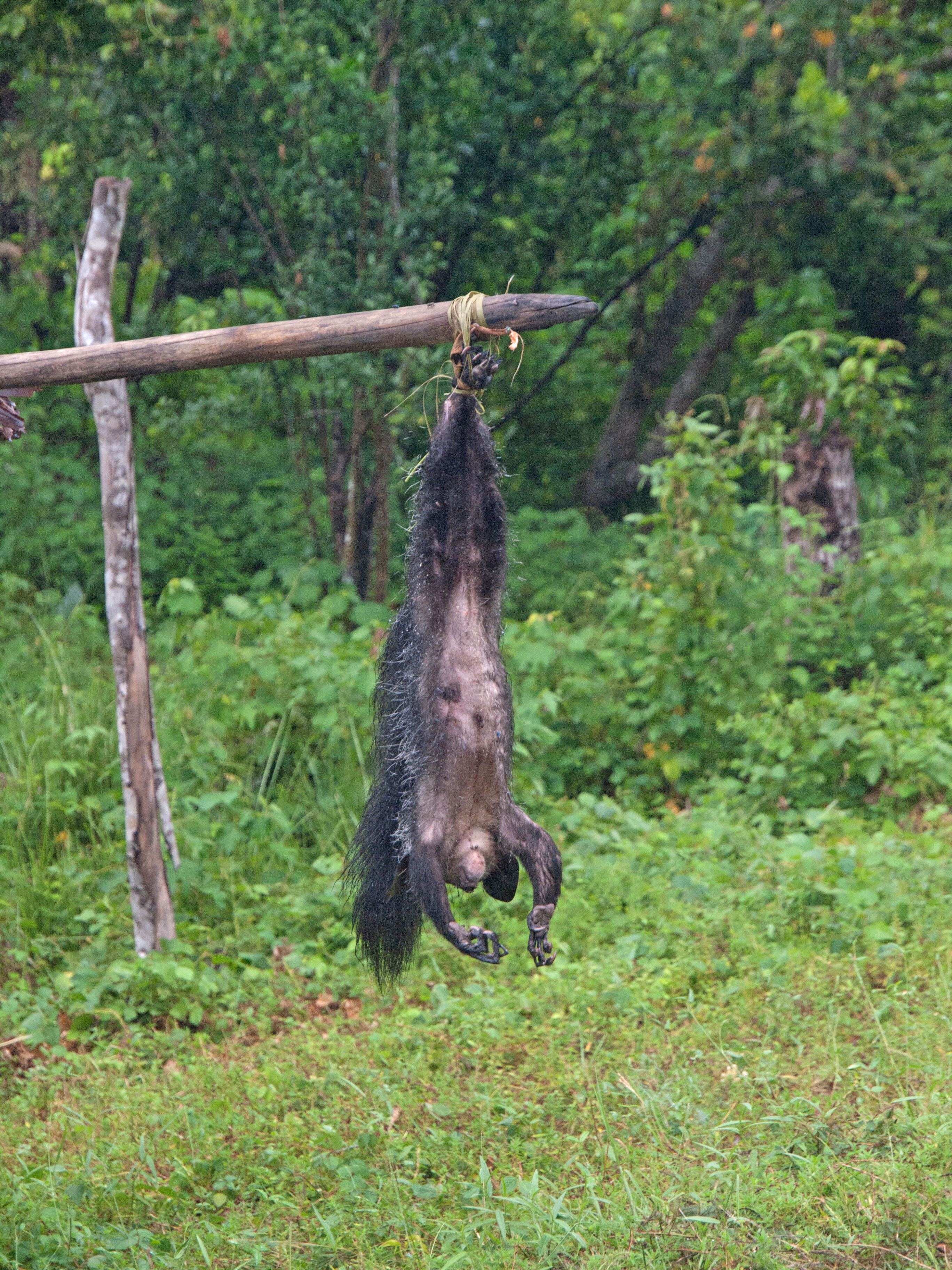
Xác của chúng bị giết và treo ngược do chúng bị coi là hiện thân của quỷ dữ

Đây là loài động vật ăn tạp và chúng cũng là một trong các loài động vật ăn côn trùng. Chúng thường ăn các loại hoa quả, hạt cây, côn trùng, mật hoa, nấm... Đặc biệt chúng rất thích ăn bọ cánh cứng và các loại quả có vỏ cứng như dừa, hạt cứng như hạt cây gai... Chúng thường di chuyển trên các tán cây cao nhờ khả năng leo trèo khéo léo, đồng thời chúng cũng có thể nhảy chuyền từ cây này sang cây khác ở khoảng cách vừa phải. Trong khi hầu hết các loài khỉ đều sống trên cây thì loài khỉ nhỏ bé này lại sống trong hốc cây. Chúng không có mùa sinh sản hay nói cách khác, chúng có thể sinh con bất kỳ lúc nào chúng muốn. Đây là loài động vật ăn đêm.
Những con khỉ Aye-aye thường bắt đầu việc tìm thức ăn vào khoảng 30 phút sau khi mặt trời lặn, và chúng sẽ tiêu tốn đến khoảng 80% thời gian của đêm cho công việc ăn uống liên tục này, chỉ thỉnh thoảng mới nghỉ giải lao đôi phút. Chúng cũng có thể vượt quãng đường khoảng 4 km mỗi đêm để tìm kiếm thức ăn. Loài động vật đặc biệt này thường sinh sống đơn độc. Tuy nhiên thỉnh thoảng người ta cũng bắt gặp chúng kiếm ăn theo từng nhóm nhỏ, đó thường là những con khỉ nhỏ chưa trưởng thành đi kiếm ăn chung với mẹ của mình.